# Authevernes
Authevernes település Franciaországban, Eure megyében. Lakosainak száma 466 fő (2022. január 1.). Authevernes Château-sur-Epte, Guerny, Les Thilliers-en-Vexin, Vesly és Vexin-sur-Epte községekkel határos.

## Népesség
A település népességének változása:
| Lakosok száma | 180  | 225  | 273  | 405  | 374  | 390  | 400  | 432  | 448  | 466  |
|               | 1968 | 1982 | 1990 | 2006 | 2013 | 2015 | 2017 | 2019 | 2020 | 2022 |